# Saison NBA 1986-1987
Navigation
Saison 1985-1986 Saison 1987-1988

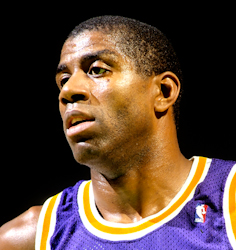
Magic Johnson.

La saison NBA 1986-1987 est la 38e saison de la NBA (la 41e en comptant les 3 saisons de BAA). Les Los Angeles Lakers remportent le titre NBA en battant en finales les Celtics de Boston par quatre victoires à deux. 

## Faits notables
- Le All-Star Game 1987 s'est déroulé au Kingdome à Seattle où l'Ouest a battu l'Est 154-149 après prolongations. Ce fut le All-Star Game le plus prolifique de l'histoire avec un total de 303 points inscrits. Tom Chambers (Seattle SuperSonics), devant son public, a été élu Most Valuable Player. Michael Jordan a remporté son premier Slam Dunk Contest.
- Ce fut la dernière saison en NBA de Julius Erving.
- Michael Jordan devient le deuxième joueur de l'histoire après Wilt Chamberlain à inscrire plus de 3000 points en une saison (3041 points) et réalise la 5e meilleure moyenne de points par match de l'histoire de la NBA avec 37,1 points (les 4 meilleures étant détenu par Wilt Chamberlain).
- La saison 1986-87 fut l'une des plus prestigieuses de l'histoire en termes de casting puisqu'elle compta 22 joueurs actuellement au Hall of Fame : Magic Johnson, Kareem Abdul-Jabbar, James Worthy, Larry Bird, Michael Jordan, Kevin McHale, Robert Parish, Moses Malone, Julius Erving, Isiah Thomas, Dominique Wilkins, Charles Barkley, Hakeem Olajuwon, Clyde Drexler, Karl Malone, John Stockton, Alex English, Patrick Ewing, Joe Dumars, Chris Mullin et Dennis Rodman.

## Classements de la saison régulière
| Champion de division | Qualifié pour les playoffs | Non qualifié pour les playoffs |

### Par division
| Division Atlantique   | V  | D  | PCT  | GB |
| --------------------- | -- | -- | ---- | -- |
| Celtics de Boston     | 59 | 23 | 72.0 | -  |
| 76ers de Philadelphie | 45 | 37 | 54.9 | 14 |
| Bullets de Washington | 42 | 40 | 51.2 | 17 |
| Nets du New Jersey    | 24 | 58 | 29.3 | 35 |
| Knicks de New York    | 24 | 58 | 29.3 | 35 |

| Division Centrale      | V  | D  | PCT  | GB |
| ---------------------- | -- | -- | ---- | -- |
| Hawks d'Atlanta        | 57 | 25 | 69.5 | -  |
| Pistons de Détroit     | 52 | 30 | 63.4 | 5  |
| Bucks de Milwaukee     | 50 | 32 | 61.0 | 7  |
| Pacers de l'Indiana    | 41 | 41 | 50.0 | 16 |
| Bulls de Chicago       | 40 | 42 | 48.8 | 17 |
| Cavaliers de Cleveland | 31 | 51 | 37.8 | 26 |

| Division Midwest     | V  | D  | PCT  | GB |
| -------------------- | -- | -- | ---- | -- |
| Mavericks de Dallas  | 55 | 27 | 67.1 | -  |
| Jazz de l'Utah       | 44 | 38 | 53.7 | 11 |
| Rockets de Houston   | 42 | 40 | 51.2 | 13 |
| Nuggets de Denver    | 37 | 45 | 45.1 | 18 |
| Kings de Sacramento  | 29 | 53 | 35.4 | 26 |
| Spurs de San Antonio | 28 | 54 | 34.1 | 27 |

| Division Pacifique        | V  | D  | PCT  | GB |
| ------------------------- | -- | -- | ---- | -- |
| Lakers de Los Angeles C   | 65 | 17 | 79.3 | -  |
| Trail Blazers de Portland | 49 | 33 | 59.8 | 16 |
| Warriors de Golden State  | 42 | 40 | 51.2 | 23 |
| SuperSonics de Seattle    | 39 | 43 | 47.6 | 26 |
| Suns de Phoenix           | 36 | 46 | 43.9 | 29 |
| Clippers de Los Angeles   | 12 | 70 | 14.6 | 53 |

### Par conférence
| Conférence Est | Conférence Est         | Conférence Est | Conférence Est | Conférence Est |
| No             | Franchise              | Vic.           | Déf.           | PCT            |
| -------------- | ---------------------- | -------------- | -------------- | -------------- |
| 1              | Celtics de Boston      | 59             | 23             | 72.0           |
| 2              | Hawks d'Atlanta        | 57             | 25             | 69.5           |
| 3              | Pistons de Détroit     | 52             | 30             | 63.4           |
| 4              | Bucks de Milwaukee     | 50             | 32             | 61.0           |
| 5              | 76ers de Philadelphie  | 45             | 37             | 54.9           |
| 6              | Bullets de Washington  | 42             | 40             | 51.2           |
| 7              | Pacers de l'Indiana    | 41             | 41             | 50.0           |
| 8              | Bulls de Chicago       | 40             | 42             | 48.8           |
|                |                        |                |                |                |
| 9              | Cavaliers de Cleveland | 31             | 51             | 37.8           |
| 10             | Nets du New Jersey     | 24             | 58             | 29.3           |
| 11             | Knicks de New York     | 24             | 58             | 29.3           |

| Conférence Ouest | Conférence Ouest          | Conférence Ouest | Conférence Ouest | Conférence Ouest |
| No               | Franchise                 | Vic.             | Déf.             | PCT              |
| ---------------- | ------------------------- | ---------------- | ---------------- | ---------------- |
| 1                | Lakers de Los Angeles C   | 65               | 17               | 79.3             |
| 2                | Mavericks de Dallas       | 55               | 27               | 67.1             |
| 3                | Trail Blazers de Portland | 49               | 33               | 59.8             |
| 4                | Jazz de l'Utah            | 44               | 38               | 53.7             |
| 5                | Warriors de Golden State  | 42               | 40               | 51.2             |
| 6                | Rockets de Houston        | 42               | 40               | 51.2             |
| 7                | SuperSonics de Seattle    | 39               | 43               | 47.6             |
| 8                | Nuggets de Denver         | 37               | 45               | 45.1             |
|                  |                           |                  |                  |                  |
| 9                | Suns de Phoenix           | 36               | 46               | 43.9             |
| 10               | Kings de Sacramento       | 29               | 53               | 35.4             |
| 11               | Spurs de San Antonio      | 28               | 54               | 34.1             |
| 12               | Clippers de Los Angeles   | 12               | 70               | 14.6             |

C - Champions NBA

## Playoffs
|  | 1er tour         | 1er tour                 | 1er tour                 |   |                           | Demi-finales de Conférence | Demi-finales de Conférence | Demi-finales de Conférence |  |   | Finales de Conférence | Finales de Conférence | Finales de Conférence |  |    | Finales NBA       | Finales NBA | Finales NBA |
|  |                  |                          |                          |   |                           |                            |                            |                            |  |   |                       |                       |                       |  |    |                   |             |             |
|  | 1                | Celtics de Boston        | 3                        |   |                           |                            |                            |                            |  |   |                       |                       |                       |  |    |                   |             |             |
|  | 8                | Bulls de Chicago         | 0                        |   |                           |                            |                            |                            |  |   |                       |                       |                       |  |    |                   |             |             |
|  | 8                | Bulls de Chicago         | 0                        |   | 1                         | Celtics de Boston          | 4                          |                            |  |   |                       |                       |                       |  |    |                   |             |             |
|  |                  |                          |                          |   | 1                         | Celtics de Boston          | 4                          |                            |  |   |                       |                       |                       |  |    |                   |             |             |
|  |                  | 4                        | Bucks de Milwaukee       | 3 |                           |                            |                            |                            |  |   |                       |                       |                       |  |    |                   |             |             |
|  | 4                | 4                        | Bucks de Milwaukee       | 3 | Bucks de Milwaukee        | 3                          |                            |                            |  |   |                       |                       |                       |  |    |                   |             |             |
|  | 4                |                          |                          |   | Bucks de Milwaukee        | 3                          |                            |                            |  |   |                       |                       |                       |  |    |                   |             |             |
|  | 5                | 76ers de Philadelphie    | 2                        |   |                           |                            |                            |                            |  |   |                       |                       |                       |  |    |                   |             |             |
|  | 5                | 76ers de Philadelphie    | 2                        |   |                           |                            |                            |                            |  | 1 | Celtics de Boston     | 4                     |                       |  |    |                   |             |             |
|  | Conférence Est   |                          |                          |   |                           |                            |                            |                            |  | 1 | Celtics de Boston     | 4                     |                       |  |    |                   |             |             |
|  |                  | 3                        | Pistons de Détroit       | 3 |                           |                            |                            |                            |  |   |                       |                       |                       |  |    |                   |             |             |
|  | 3                | 3                        | Pistons de Détroit       | 3 | Pistons de Détroit        | 3                          |                            |                            |  |   |                       |                       |                       |  |    |                   |             |             |
|  | 3                |                          |                          |   | Pistons de Détroit        | 3                          |                            |                            |  |   |                       |                       |                       |  |    |                   |             |             |
|  | 6                | Bullets de Washington    | 0                        |   |                           |                            |                            |                            |  |   |                       |                       |                       |  |    |                   |             |             |
|  | 6                | Bullets de Washington    | 0                        |   | 3                         | Pistons de Détroit         | 4                          |                            |  |   |                       |                       |                       |  |    |                   |             |             |
|  |                  |                          |                          |   | 3                         | Pistons de Détroit         | 4                          |                            |  |   |                       |                       |                       |  |    |                   |             |             |
|  |                  | 2                        | Hawks d'Atlanta          | 1 |                           |                            |                            |                            |  |   |                       |                       |                       |  |    |                   |             |             |
|  | 2                | 2                        | Hawks d'Atlanta          | 1 | Hawks d'Atlanta           | 3                          |                            |                            |  |   |                       |                       |                       |  |    |                   |             |             |
|  | 2                |                          |                          |   | Hawks d'Atlanta           | 3                          |                            |                            |  |   |                       |                       |                       |  |    |                   |             |             |
|  | 7                | Pacers de l'Indiana      | 1                        |   |                           |                            |                            |                            |  |   |                       |                       |                       |  |    |                   |             |             |
|  | 7                | Pacers de l'Indiana      | 1                        |   |                           |                            |                            |                            |  |   |                       |                       |                       |  | E1 | Celtics de Boston | 2           |             |
|  |                  |                          |                          |   |                           |                            |                            |                            |  |   |                       |                       |                       |  | E1 | Celtics de Boston | 2           |             |
|  |                  | O1                       | Lakers de Los Angeles    | 4 |                           |                            |                            |                            |  |   |                       |                       |                       |  |    |                   |             |             |
|  | 1                | O1                       | Lakers de Los Angeles    | 4 | Lakers de Los Angeles     | 3                          |                            |                            |  |   |                       |                       |                       |  |    |                   |             |             |
|  | 1                |                          |                          |   | Lakers de Los Angeles     | 3                          |                            |                            |  |   |                       |                       |                       |  |    |                   |             |             |
|  | 8                | Nuggets de Denver        | 0                        |   |                           |                            |                            |                            |  |   |                       |                       |                       |  |    |                   |             |             |
|  | 8                | Nuggets de Denver        | 0                        |   | 1                         | Lakers de Los Angeles      | 4                          |                            |  |   |                       |                       |                       |  |    |                   |             |             |
|  |                  |                          |                          |   | 1                         | Lakers de Los Angeles      | 4                          |                            |  |   |                       |                       |                       |  |    |                   |             |             |
|  |                  | 5                        | Warriors de Golden State | 1 |                           |                            |                            |                            |  |   |                       |                       |                       |  |    |                   |             |             |
|  | 4                | 5                        | Warriors de Golden State | 1 | Jazz de l'Utah            | 2                          |                            |                            |  |   |                       |                       |                       |  |    |                   |             |             |
|  | 4                |                          |                          |   | Jazz de l'Utah            | 2                          |                            |                            |  |   |                       |                       |                       |  |    |                   |             |             |
|  | 5                | Warriors de Golden State | 3                        |   |                           |                            |                            |                            |  |   |                       |                       |                       |  |    |                   |             |             |
|  | 5                | Warriors de Golden State | 3                        |   |                           |                            |                            |                            |  | 1 | Lakers de Los Angeles | 4                     |                       |  |    |                   |             |             |
|  | Conférence Ouest |                          |                          |   |                           |                            |                            |                            |  | 1 | Lakers de Los Angeles | 4                     |                       |  |    |                   |             |             |
|  |                  | 7                        | SuperSonics de Seattle   | 0 |                           |                            |                            |                            |  |   |                       |                       |                       |  |    |                   |             |             |
|  | 3                | 7                        | SuperSonics de Seattle   | 0 | Trail Blazers de Portland | 1                          |                            |                            |  |   |                       |                       |                       |  |    |                   |             |             |
|  | 3                |                          |                          |   | Trail Blazers de Portland | 1                          |                            |                            |  |   |                       |                       |                       |  |    |                   |             |             |
|  | 6                | Rockets de Houston       | 3                        |   |                           |                            |                            |                            |  |   |                       |                       |                       |  |    |                   |             |             |
|  | 6                | Rockets de Houston       | 3                        |   | 6                         | Rockets de Houston         | 2                          |                            |  |   |                       |                       |                       |  |    |                   |             |             |
|  |                  |                          |                          |   | 6                         | Rockets de Houston         | 2                          |                            |  |   |                       |                       |                       |  |    |                   |             |             |
|  |                  | 7                        | SuperSonics de Seattle   | 4 |                           |                            |                            |                            |  |   |                       |                       |                       |  |    |                   |             |             |
|  | 2                | 7                        | SuperSonics de Seattle   | 4 | Mavericks de Dallas       | 1                          |                            |                            |  |   |                       |                       |                       |  |    |                   |             |             |
|  | 2                |                          |                          |   | Mavericks de Dallas       | 1                          |                            |                            |  |   |                       |                       |                       |  |    |                   |             |             |
|  | 7                | SuperSonics de Seattle   | 3                        |   |                           |                            |                            |                            |  |   |                       |                       |                       |  |    |                   |             |             |

## Leaders de la saison régulière
| Catégorie                  | Joueur          | Équipe                 | Statistiques |
| -------------------------- | --------------- | ---------------------- | ------------ |
| Points par match           | Michael Jordan  | Chicago Bulls          | 37,1         |
| Rebonds par match          | Charles Barkley | Philadelphia 76ers     | 14,6         |
| Passes décisives par match | Magic Johnson   | Los Angeles Lakers     | 12,2         |
| Interceptions par match    | Alvin Robertson | San Antonio Spurs      | 3,2          |
| Contres par match          | Mark Eaton      | Utah Jazz              | 4,1          |
| % aux tirs                 | Kevin McHale    | Celtics de Boston      | 60,4         |
| % aux lancers-francs       | Larry Bird      | Celtics de Boston      | 91,0         |
| % à 3-points               | Kiki Vandeweghe | Portland Trail Blazers | 48,1         |

## Récompenses individuelles
- Most Valuable Player : Magic Johnson, Los Angeles Lakers
- Rookie of the Year : Chuck Person, Indiana Pacers
- Defensive Player of the Year : Michael Cooper, Los Angeles Lakers
- Sixth Man of the Year : Ricky Pierce, Milwaukee Bucks
- Most Improved Player : Dale Ellis, Seattle SuperSonics
- Coach of the Year : Mike Schuler, Portland Trail Blazers
- Executive of the Year : Stan Kasten, Hawks d'Atlanta
- J.Walter Kennedy Sportsmanship Award : Isiah Thomas, Detroit Pistons

- All-NBA First Team :
  - F - Larry Bird, Celtics de Boston
  - F - Kevin McHale, Celtics de Boston
  - C - Hakeem Olajuwon, Houston Rockets
  - G - Michael Jordan, Chicago Bulls
  - G - Magic Johnson, Los Angeles Lakers

- All-NBA Second Team :
  - F - Dominique Wilkins, Hawks d'Atlanta
  - F - Charles Barkley, Philadelphia 76ers
  - C - Moses Malone, Washington Bullets
  - G - Isiah Thomas, Detroit Pistons
  - G - Fat Lever, Denver Nuggets

- NBA All-Rookie Team :
  - John Williams, Cleveland Cavaliers
  - Roy Tarpley, Dallas Mavericks
  - Chuck Person, Indiana Pacers
  - Brad Daugherty, Cleveland Cavaliers
  - Ron Harper, Cleveland Cavaliers

- NBA All-Defensive First Team :
  - Kevin McHale, Celtics de Boston
  - Michael Cooper, Los Angeles Lakers
  - Hakeem Olajuwon, Houston Rockets
  - Alvin Robertson, San Antonio Spurs
  - Dennis Johnson, Celtics de Boston

- NBA All-Defensive Second Team :
  - Paul Pressey, Milwaukee Bucks
  - Rodney McCray, Houston Rockets
  - Mark Eaton, Utah Jazz
  - Maurice Cheeks, Philadelphia 76ers
  - Derek Harper, Dallas Mavericks

- MVP des Finales : Magic Johnson, Los Angeles Lakers